# Selidosema scandinaviaria
Selidosema scandinaviaria är en fjärilsart som beskrevs av Otto Staudinger 1901. Selidosema scandinaviaria ingår i släktet Selidosema och familjen mätare. Inga underarter finns listade i Catalogue of Life.